# De Havilland DH.52
Il de Havilland DH.52 fu un aliante monoposto ad ala alta realizzato per partecipare ad una gara svoltasi nel 1922. Furono costruiti solo due esemplari e poi il progetto venne abbandonato per via di problemi di rigidità torsionale delle ali, che causavano problemi di controllo del velivolo.

## Storia
Il DH.52 fu l'unico aliante prodotto dalla de Havilland e fu realizzato per partecipare alla gara per alianti Daily Mail, che prevedeva un primo premio di 1000£ e tenutasi a Itford, Sussex nel 1922. Fu un monoplano ad ala alta con le ali sostenute da cavi i quali controllavano anche la torsione delle stesse. Questi cavi si congiungevano sul posto di comando, formando così una struttura triangolare ricoperta con della stoffa. Furono utilizzati alettoni sbilanciati e provvisti di un inusuale angolo di intradosso, per poter mantenere il controllo del mezzo anche a basse velocità.
La fusoliera ebbe una sezione quadrata, con una travatura a croce e ricoperta di compensato spesso un millimetro, e si restringeva sul muso, dando al velivolo una forma vagamente a "barca". Il pilota era alloggiato proprio prima e al di sotto dell'ala, in una cabina foderata di stoffa. Il timone e gli alettoni ebbero la classica forma della de Havilland, solo leggermente più appuntita del normale.
Vennero costruiti due DH.52. Il primo esemplare (al quale venne assegnato il numero di gara 4) era caratterizzato dall'adozione di un carrello d'atterraggio monotraccia, ma si decise poi di modificare tale mezzo montando una coppia di ruote più piccole disposte ai lati della fusoliera. Il secondo aliante (numerato 33) adottò questa soluzione fin dalla sua costruzione.
Durante la gara rimasero in volo entrambi per circa 2 minuti e mezzo, ma si danneggiarono durante l'atterraggio. Inoltre ebbero entrambi problemi di controllo laterale durante il volo. Il numero 33 volò nuovamente tre giorni dopo, con una nuova disposizione dei controlli alari per correggere i problemi riscontrati precedentemente, ma la tensione apportata alle ali fu tanta che queste non ressero e cedettero, causando la perdita del velivolo e il ferimento lieve del pilota. Comunque i problemi dimostrati dai DH.52 non potevano essere corretti per la fine della gara, pertanto i mezzi non volarono più e furono smantellati.